# Convenzione universale sul diritto d'autore
La Convenzione universale sul diritto d'autore, in acronimo CUA, o Universal Copyright Convection (UCC), adottata a Ginevra nel 1952 e promossa dall'UNESCO, è un'importante convenzione internazionale riguardante il copyright. 
Fu introdotta principalmente come alternativa alla convenzione di Berna per gli stati che non vi aderivano, in particolare rappresentò un importante punto di incontro con gli Stati Uniti d'America e l'Unione Sovietica.
La Convenzione di Ginevra significò il primo passo verso un'uniformità globale delle norme regolatrici del diritto d'autore affinché la loro valenza si estendesse oltre gli stati che già avevano abbracciato la Convenzione di Berna.
Successivamente, la Convenzione è stata oggetto di revisione con l'Atto di Parigi del 1971 (in concomitanza con la revisione della Convenzione di Berna). Inerentemente al quadro italiano, tale atto è stato reso esecutivo con Legge 16/5/77 n. 306, applicabile dal 25 gennaio 1980.
A seguito dell'adesione alla Convenzione di Berna da parte degli Stati Uniti (1989) ed all'accordo TRIPs sottoscritto dagli stati dell'allora neonata Organizzazione mondiale del commercio (1995), la Convenzione universale sul diritto d'autore ha perso la sua valenza effettiva, ma mantiene un importante valore nella storia del copyright.

## Origine

### Prima della Convenzione Universale sul diritto d'autore
Nel panorama normativo antecedente la Convenzione Universale sul diritto d'autore, potevano distinguersi essenzialmente due modelli e due diversi modi di concepire il diritto d'autore: da un lato, la Convenzione di Berna stabiliva che un'opera era tutelata dal diritto d'autore nel momento stesso in cui veniva creata, senza alcuna necessità di registrazione formale, dall'altro, in stati che non avevano aderito a tale Convenzione, con particolare riferimento agli Stati Uniti, vigevano modelli normativi per cui un'opera, affinché potesse godere del diritto d'autore, non poteva prescindere dall'adempimento di diverse formalità: la legge statunitense, infatti, prevedeva la registrazione delle opere creative presso il Copyright Office. Inoltre, gli Stati Uniti, insieme all'America Latina, facevano già parte della Pan-American Copyright Convention, una convenzione che prevedeva una tutela mediante copyright molto più debole rispetto alla tutela assicurata con la Convenzione di Berna, ma a quel tempo nessuno degli stati appartenenti all'unione "pan-americana" coltivava particolare interesse nel rafforzare le protezioni tramite copyright. Altra significativa differenza tra legge statunitense e Convenzione di Berna risiedeva nei termini fissati per la durata del diritto d'autore: nella prima erano di gran lunga inferiori rispetto a quelli stabiliti dalla Convenzione.
Fondamentale far risalire questa divergenza nel modo di concepire il diritto d'autore ad un fattore ben più intrinseco delle due realtà: la diversa natura del sistema giuridico. Da una parte, riconosciamo il sistema di civil law, proprio dei sistemi giuridici con un'influenza di matrice francese post-rivoluzionaria, dall'altra il sistema di common law, tipico dei sistemi anglosassoni. Relativamente al diritto d'autore, i primi, accanto ai diritti di sfruttamento economico, pongono molto accento sul diritto morale dell'autore e ne tutelano la personalità. I secondi, invece, sono fondamentalmente improntati sull'aspetto economico della tutela autoriale ed è proprio ai sistemi di common law che fa capo l'origine del copyright (letteralmente, "diritto di copia"), la cui sola parola sottolinea la predominanza del lato economico su quello morale: il copyright, infatti, nasce con l'intento non di tutelare l'autore in quanto tale, ma di concedere un privilegio a chi riproduce un'opera ed effettua investimenti economici per metterla in circolazione.
Dunque, gli USA, per aderire alla Convenzione di Berna, avrebbero dovuto modificare considerevolmente la propria legislazione, in particolare per quanto riguarda i diritti morali e la rimozione del requisito generale per la registrazione di opere d'autore. Altra realtà che si discostava significativamente dalla Convenzione era rappresentata dall'Unione Sovietica, la quale riteneva che la forte tutela mediante diritto d'autore garantita dalla Convenzione avrebbe favorito eccessivamente i paesi esportatori, la maggior parte dei quali era occidentale.

### La Convenzione Universale sul diritto d'autore come punto di equilibrio
La Convenzione Universale sul diritto d'autore, similmente alla Convenzione di Berna, conosce la sua origine nella volontà di stabilire un livello minimo per il diritto d'autore uniforme a tutti gli stati. Così come la Convenzione di Berna traeva ispirazione dal principio secondo cui tutti gli autori dovessero essere tutelati uniformemente dal diritto d'autore - principio di cui Victor Hugo era forte sostenitore - e per cui la Convenzione si adoperò col fine di disciplinare il trattamento dello straniero inerentemente alle opere creative, analogamente la Convenzione firmata a Ginevra ebbe come motore il voler delineare un punto di equilibrio che fosse in grado di abbracciare i due diversi modelli e le due diverse concezioni sopra descritti, creando un minimo comun denominatore tra gli stati cofirmatari della Convenzione di Berna e gli stati esterni.
La Convenzione universale sul diritto d'autore consentiva perciò anche agli Stati Uniti ed agli stati con una legislazione simile a quella americana di partecipare ad una forma internazionale di protezione e tutela delle opere creative.
Gli elementi che costituiscono i più salienti punti di avvicinamento che la Convenzione Universale sul diritto d'autore opera nei confronti degli stati esterni alla Convenzione di Berna sono l'estensione dei termini fissati a 25 anni di durata oltre la vita dell'autore (art. 4) ed il riconoscimento da parte degli stati firmatari della tutela tramite copyright per tutte quelle opere su cui viene apposto il simbolo © insieme al nome dell'autore ed alla data di pubblicazione: le formalità eventualmente richieste dagli stati possono essere considerate soddisfatte dall'apposizione di tale simbolo (art. 3). Inoltre, nella Convenzione di Ginevra viene espressa la volontà di evitare qualsivoglia conflitto che possa nascere dalla coesistenza della stessa e della Convenzione di Berna: tutte le opere che hanno come paese di origine un paese che abbia abbandonato la Convenzione di Berna dopo il primo gennaio 1951 non saranno protette dalla Convenzione Universale del diritto d'autore nei paesi aderenti alla Convenzione di Berna (Dichiarazione allegata all'articolo XVII). Infine, a differenza della Convenzione di Berna, che assicura i diritti morali dell'autore, la Convenzione di Ginevra non ne fa menzione.

## Contenuti
Le regole indicate nella Convenzione Universale del diritto d'autore disciplinano un sistema di protezione delle opere letterarie, scientifiche ed artistiche di tutti i paesi, caratterizzato da una valenza universale, per assicurare il rispetto della persona e per rendere più facile la divulgazione delle opere dell'ingegno. Tutto questo affiancato ovviamente dai sistemi internazionali già in vigore, per assicurare lo sviluppo di discipline letterarie, scientifiche ed artistiche e per una migliore comprensione internazionale.
Gli Stati membri hanno deciso quanto riassunto nei seguenti articoli:
Art. 1
Ogni Stato aderente si deve impegnare nell'assicurare una protezione sufficiente ed efficace dei diritti d'autore e di ogni altro titolare dei diritti sulle opere letterarie, scientifiche e artistiche.
Art. 2
I comma 1 e 2 dell'articolo 2 stabiliscono che ogni Stato contraente deve concedere alle opere pubblicate dei cittadini di ciascuno degli altri Stati aderenti la medesima protezione che accorda alle opere pubblicate dei propri cittadini. Ogni Stato aderente alla convenzione deve, inoltre, attuare la stessa regola per le opere non pubblicate.
Art. 3
Secondo l'articolo 3 ciascuno degli Stati contraenti che, secondo la propria legislazione interna, esige, come condizione di tutela dei diritti d'autore, l'adempimento di formalità, come il deposito e il pagamento di tasse, deve considerare queste esigenze come soddisfatte rispetto a qualsiasi opera pubblicata per la prima volta fuori dal territorio di tale Stato e il cui autore non sia cittadino di esso, se tutti gli esemplari dell'opera pubblicata con l'autorizzazione dell'autore, o di qualunque titolare dei diritti, portano il simbolo © accompagnato dal nome del titolare del diritto d'autore e dall'indicazione dell'anno di creazione o di prima pubblicazione. Questi devono essere collocati in modo ed in un posto che dimostrino chiaramente che il diritto d'autore è riservato.
Art. 4
Secondo l'articolo 4 la durata della protezione dell'opera è regolata dalla legge interna dello Stato, inoltre secondo quanto stabilito in questa convenzione la durata non può essere inferiore ad un periodo che comprenda la vita dell'autore e 25 anni dopo la sua morte. Queste disposizioni non si applicano però né alle opere fotografiche né alle opere delle arti applicate. Tuttavia, negli Stati contraenti la durata della protezione non potrà, per queste opere, essere inferiore a dieci anni. Al 5° comma di quest'articolo viene stabilito che l'opera del cittadino di uno Stato contraente pubblicata per la prima volta in uno Stato non contraente sarà considerata pubblicata per la prima volta nello Stato contraente del quale l'autore è cittadino.
Art. 5
Il Copyright include il diritto dell'autore di autorizzare la realizzazione e la pubblicazione di traduzioni delle sue opere. Tuttavia se dopo 7 anni dalla prima pubblicazione dell'opera, una traduzione di tale scrittura non è stata pubblicata, ogni cittadino, dopo aver contattato il detentore del diritto di traduzione, può ottenere dallo Stato una licenza non esclusiva per la traduzione.
Se il titolare del diritto non ha potuto essere rintracciato, il richiedente deve inviare copie della richiesta all'editore dell'opera originale e al consolato dello Stato di cui il titolare del diritto è cittadino.
Su ogni copia tradotta deve essere riportato il nome dell'autore e il titolo originale e, in certe condizioni, la traduzione può essere esportata anche in altri paesi in cui è comune la stessa lingua di traduzione.
Ogni Stato, in base alla propria legislazione nazionale, può limitare il diritto di traduzione tenendo sempre conto delle disposizioni precedenti e deve assicurare al titolare del diritto un equo compenso conforme agli usi internazionali.
Dopo la revisione del trattato (Parigi 1971) si è stabilito anche che Se lo Stato contraente viene considerato come in via di sviluppo, può sostituire il periodo di 7 anni con uno di 3 anni o 1 anno (nel caso la lingua di traduzione non sia comune nel paese e ad eccezione di inglese, spagnolo e francese). Tuttavia la licenza è valida solo per libri di uso scolastico o di ricerca e non si estende alle esportazioni.
Art. 6
Nel 6° articolo viene precisato che per “pubblicazione”, secondo la tale Convenzione, s'intende la riproduzione in forma materiale e la messa a disposizione del pubblico di esemplari dell'opera che permettano di leggerla o di prenderne conoscenza.
Inoltre, con questa convenzione, viene riconosciuto all'autore il diritto esclusivo di fare, di pubblicare e di autorizzare a fare e pubblicare la traduzione delle proprie opere.

## Dopo la Convenzione Universale sul diritto d'autore
Alcuni precisi eventi hanno fatto sì che la Convenzione firmata a Ginevra fungesse da trampolino di lancio per il superamento della stessa a favore di un'importante evoluzione globale: nel 1988, gli USA hanno aderito alla Convenzione di Berna (entrata in vigore nel 1989), dopodiché il processo di omologazione del diritto d'autore nel mondo ha conosciuto la sua più significativa accelerazione grazie all'istituzione nel 1995 della WTO (World Trade Organization), di cui sono membri gli stati più importanti a livello mondiale. La WTO rappresenta il punto di arrivo del GATT (General Agreement on Tariffs and Trade), dal quale ha recepito gli accordi e le convenzioni consolidati: tra questi, l'accordo TRIPs ha importante voce in merito alla proprietà intellettuale, infatti, esso, con frequente riferimento alle norme della Convenzione di Berna, stabilisce norme uniformi su marchi, brevetti, diritti d’autore e le rende obbligatorie per tutti gli stati della WTO. 
Soprattutto a seguito dell'entrata in vigore della Convenzione di Berna negli Stati Uniti, la formula necessaria all'ottenimento della tutela tramite copyright indicata dall'articolo 3 della Convenzione Universale sul diritto d'autore non ha più valore effettivo: l'autore non è tenuto ad inserire il simbolo '©' ed i propri dati per tutelare l'opera, benché rimanga buona norma a scopo meramente informativo.
Oggi, negli USA, il copyright è assicurato automaticamente nel momento in cui l'opera viene creata e fissata su un supporto materiale, mentre la registrazione presso il Copyright Office rappresenta l'acquisizione di una prova certa del diritto di copyright sull'opera. Tuttavia, gli Stati Uniti, per motivi puramente amministrativi, rendono obbligatorio il deposito dell'opera che si intende tutelare presso la Biblioteca del Congresso. 
In Italia, invece, il diritto d'autore è automatico e, al momento della creazione, i diritti morali e di utilizzazione economica dell'opera vengono riconosciuti automaticamente ed esclusivamente al suo autore.
La SIAE offre un servizio di intermediazione per la registrazione delle opere dell'ingegno presso il Copyright Office di Washington: il deposito deve essere richiesto compilando un apposito modulo dall'autore o da chi ne ha acquisiti i diritti.
In riferimento all'intera evoluzione delle convenzioni e accordi internazionali sul diritto d'autore, dalla Convenzione di Berna all'Accordo TRIPs passando per la Convenzione Universale sul diritto d'autore, è riconoscibile come filo conduttore quello che sarebbe stato poi formulato tra i principi fondamentali della WTO, il principio del trattamento nazionale, il quale impone che i prodotti, tra cui appunto elementi di proprietà intellettuale, importati ed entrati nel mercato ricevano lo stesso trattamento di quelli prodotti all’interno della nazione.